# John Pentland Mahaffy
John Pentland Mahaffy (Vevey, 12 luglio 1839 – Dublino, 30 aprile 1919) è stato uno scrittore svizzero naturalizzato irlandese.

## Biografia
Dopo aver ricevuto un'educazione privata in Svizzera e in Germania andò a Dublino al Trinity College, in seguito diventò presidente della società dell'università della filosofia. Egli era anche un uomo di chiesa, un reverendo. Famosa la sua amicizia con Oscar Wilde, che cercò per tutta la vita di tenerlo lontano dal cattolicesimo, i due avevano molte affinità ma anche diversità profonde.
Nel 1877 partì con Oscar e George Macmillan, riuscì a persuadere Wilde a seguirlo per la Grecia: inizialmente in tutti i modi cercò una sua risposta affermativa alle sue suppliche, quando comprese che non avrebbe ottenuto alcuna risposta cambiò strategia, affermando che era meglio così in fondo, che il viaggio era pericoloso e che non voleva un compagno di viaggio che non gradiva la sua compagnia, fingendo quindi che fosse lui stesso a non volerlo più subito, Wilde cambiò idea.
Durante il lungo viaggio in Grecia lo stesso Mahaffy sembrò essere stato rapito, Wilde e gli altri si preoccuparono perché non riuscirono più a trovarlo in nessun dove, ma il tutto si risolse positivamente, e quella non fu l'unica disavventiura del viaggio.

## Opere
Fra le sue opere più conosciute:
- The Greek World under Roman Sway from Polybius to Plutarch (1890).
- The Silver Age of the Greek World (1906); The Empire of the Ptolemies (1896);
- Greek Life and Thought from Alexander to the Roman Conquest (1896);
- History of Classical Greek Literature 1903
- Social Life in Greece from Homer to Menander (1903);